# Jake O'Donnell
James Michael «Jake» O'Donnell (nacido el 25 de enero de 1939 en Filadelfia, Pensilvania) es un árbitro de baloncesto ya retirado que dirigió partidos de la NBA durante 28 años, entre 1967 y 1995 y que además ejerció también como árbitro en las Grandes Ligas de Béisbol durante 4 temporadas, entre 1968 y 1971. Es la única persona de la historia que ha arbitrado en partidos All Star tanto en la NBA como en la MLB.

## Trayectoria en la NBA
Como árbitro, O'Donell ha dirigido 2.134 partidos de la NBA, un récord hasta febrero de 2006, cuando fue superado por Dick Bavetta, 279 partidos de Playoffs, y 39 partidos de las Finales de la NBA.
Anunció su retirada como árbitro de la NBA el 7 de diciembre de 1995, el mismo día que los árbitros de la liga decidieron volver al trabajo tras la huelga que comenzó en la temporada 1995-96 de la NBA.

### Expulsión de Clyde Drexler
El último partido de su carrera profesional se vio enturbiado por una controvertida expulsión del jugador de los Houston Rockets Clyde Drexler durante los Playoffs de 1995, lo cual fue interpretado como una venganza personal. En el primer partido de la segunda ronda de playoffs entre los Rockets y los Phoenix Suns, señaló a Drexler dos técnicas que suponían su expulsión del partido tras discutir con él por unos supuestos pasos cometidos por el jugador mientras disputaba un balón perdido con el jugador de los Suns Dan Majerle. Este incidente ocurrió después de que O'Donell rehusara dar la mano a Drexler antes del partido, lo cual llevaba sucediendo entre ellos en los dos últimos años. Los Rockets protestaron ante el comisionado de la liga, David Stern, enviando un vídeo del momento en el cual O'Donnell negaba el saludo a Drexler. Incluso la mujer del alcalde de Houston, Elyse Lanier, telefoneó personalmente a Stern para quejarse de la conducta del árbitro.
La NBA respondió al incidente no asignando ningún partido más de los playoffs de aquel año a O'Donnell, incluido ninguno de las Finales de la NBA de 1995, lo cual terminaba con una serie consecutiva de 23 apariciones en las finales. La liga también condonó la multa de 1000 dólares asignada a Drexler por su expulsión. Nunca se anunció sanción alguna al árbitro, aunque ambos, la liga y el propio O'Donnell negaron siempre que aquello pusiera fin a su carrera como árbitro.
En sus 28 años como profesional, dirigió 4 ediciones del All-Star Game de la NBA, en los años 1973, 1978, 1982 y 1988.

## Trayectoria en la MLB
Su primer partido como árbitro de la Liga Americana se produjo el 17 de septiembre de 1968, en un encuentro disputado entre los Washington Senators y los Cleveland Indians. durante su corta carrera como árbitro de béisbol dirigió 489 partidos de la temporada regular, las series por el campeonato de la American League entre Baltimore Orioles y Oakland Athletics de 1971, y fue el árbitro de segunda base del All-Star de ese mismo año disputado en el Tiger Stadium de Detroit, un partido que sería recordado por el home run logrado por Reggie Jackson lanzando la bola fuera del campo por el lado derecho del terreno de juego. En 1971 renunció al arbitraje en béisbol para centrarse en su carrera como árbitro de la NBA.